# Els sense nom
Els sense nom (títol original en castellà: Los sin nombre) és una pel·lícula dirigida per Jaume Balagueró, segons la novel·la de Ramsey Campbell i estrenada el 1999.

## Argument
El cos mutilat d'una nena de sis anys es troba en un forat ple d'aigua. Se la identifica com Ángela, la filla desapareguda de Claudia (Emma Vilarasau). Tanmateix, només són dues les proves que es podrien utilitzar per a la seva identificació: un braçalet d'ella amb el seu nom a prop de l'escena del crim, i el fet que la seva cama dreta era quatre centímetres més llarga que l'esquerra. Els altres mètodes d'identificació van ser eliminats del seu cos.
Cinc anys més tard Claudia, divorciada i ara addicta als tranquil·litzants, rep una trucada d'algú que afirma ser la seva filla (interpretada per Jessica del Pozo), suplicant-li que vagi a buscar-la abans que "ells" la matin. Altres misterioses pistes apareixen indicant que la filla de Claudia és, en efecte, encara viva, i en un perill molt gran. Claudia recorre a un expolicia i a un reporter especialitzat en parapsicologia per reunir les pistes i descobrir el parador d'Ángela. La seva investigació els fa descobrir els sense nom , secta vinculada a un grup neonazi.

## Repartiment
- Emma Vilarasau: Claudia
- Karra Elejalde: Massera
- Tristán Ulloa: Quiroga
- Toni Sevilla: Franco
- Brendan Price: Marc
- Jordi Dauder: Forense
- Núria Cano: Policia
- Isabel Ampudia: Secretària
- Carles Punyet: Cap

## Al voltant de la pel·lícula
- Va ser el rimer llargmetratge del realitzador Jaume Balagueró (que signarà més tard  Darkness  o  REC).[3]
- Amb aquesta pel·lícula, el director ha volgut retre homenatge a  Seven  i a  El silenci dels anyells

## Rebuda de la crítica
- Per Mad Movies, amb Stéphane Moïssakis, Els sense nom és en la línia de les novel·les de suspens i terror dels anys 1970 (Halloween, Homicidis sota control) amb, tanmateix, una diferència de base: un guió molt més treballat, que insisteix pesadament en les accions dels seus protagonistes per tal de donar credibilitat a la intriga. En aquesta pel·lícula, el clímax és salvat per l'última imatge de la pel·lícula. Barroca, violenta, desesperada però ineluctable. La més aterridora de totes.

- Per Guillemette Olivier de Télérama: «el mal ja no té de límits», etziba el cartell. L'obscenitat tampoc. Heus aquí el cadàver d'una nena, fosa en àcid, sobre una taula d'autòpsia. Heus aquí la seva mare que visiona sense parar vídeos de la petita en temps de felicitat. Però el cadàver era verdaderament el seu? La investigació portarà als adeptes a la «síntesi absoluta del mal», entre els quals el guru, «format a Dachau» (!), faria passar Hannibal Lecter com un bromista. Plans realistes grisencs en instantànies de nens ajusticiats, l'espectador és víctima d'aquesta escalada del sòrdid.[4]

## Premis i nominacions
- Premi a la millor pel·lícula internacional al festival FanTasia de Mont-real.[5]
- Premi del jurat, premi de la crítica, premi del jurat jove i Premi de la descoberta Ciné-Live al festival de Fantastic'Arts 2000 de Gérardmer.
- Corb d'or al Festival internacional de cinema fantàstic de Brussel·les.
- Millor actriu per Emma Vilarasau, millor fotografia per Xavi Giménez al Festival internacional de cinema de Catalunya de Sitges.[6][7]
- Premi de la crítica i preu del millor realitzador de la millor pel·lícula internacional fantàstica al Fantasporto de Porto.